# Mission: Impossible – The Final Reckoning
Mission: Impossible – The Final Reckoning er en amerikansk film fra 2025 instrueret af Christopher McQuarrie.

## Medvirkende
- Tom Cruise som Ethan Hunt
- Hayley Atwell som Grace
- Ving Rhames som Luther Stickell
- Simon Pegg som Benji Dunn
- Vanessa Kirby som Alanna Mitsopolis
- Esai Morales som Gabriel
- Pom Klementieff som Paris
- Mariela Garriga som Marie
- Henry Czerny som Eugene Kittridge